# Колібрі-білогуз
Колі́брі-білогуз (Chalybura) — рід серпокрильцеподібних птахів родини колібрієвих (Trochilidae). Представники цього роду мешкають в Центральній і Південній Америці.

## Види
Виділяють два види:
- Колібрі-білогуз бронзовохвостий (Chalybura urochrysia)
- Колібрі-білогуз синьохвостий (Chalybura buffonii)

## Етимологія
Наукова назва роду Chalybura походить від сполучення слів дав.-гр. χαλυψ — сталь і ουρα — хвіст.